# 황성수
황성수(黃聖秀, 1917년 2월 22일~1997년 3월 5일)은 대한민국의 법조인, 정치인, 목사, 방송인이다. 본관은 창원이며, 전라남도 보성군 출신이다. 황두연 국회의원의 조카이다.
1942년부터 VOA 한국어 방송 초대 주임으로 활동하며, 1945년 8월 15일 “조선 동포 여러분, 일본은 무조건 항복을 하였습니다.”라는 한국어 방송으로 광복 소식을 최초로 전했다.

## 어린 시절
출생과 어린 시절에 관한 직접적인 언급은 확인되지 않는다. 다만, 한국민족문화대백과에 의하면 “보성에서 목사의 아들로 출생”했다는 기록이 있다.

## 학력
- 1934년: 숭실중학교 졸업, 이후 일본 메이지학원 수학[25]
- 1940년: 일본 도호쿠제국대학 법문학부 졸업, 동경제국대학 대학원 연구[26]
- 1941년: 미국 컬럼비아대학교 대학원 연구, 1942년 웨스트민스터신학교 수학[27]
- 1945년: 대한예수교장로회 총회신학교 졸업[28]
- 1969년: 우석대학교 법학박사(J.S.D.) 학위 취득[29]

## 생애 및 경력
- 1942년 1월 ~ 1946년 7월: 미국 사법성, 전시정보국 근무. VOA 한국어 방송 초대 주임[30]
- 1946년 8월 ~ 1948년 8월: 주한 미군정청 법무부 고문관[31]
- 1948년: 조선변호사시험 합격, 외무부 정보국장 및 법무관 역임[32]
- 1950년 제2대 국회의원(서울 용산 갑, 무소속) 당선
- 1954년 제3대 국회의원(서울 용산 을, 자유당), 민의원 부의장
- 1959년 제4대 국회의원(전남 보성, 자유당) 및 제7대 전라남도지사(1959.6–1959.8)
- 1960년 참의원 당선(전라남도, 자유당), 이후 학계와 법조계 활동[33]
- 1964년 ~: 명지대학교 교수, 여러 신학교 강사, 한국법학원 원장, 청년신앙운동 지도 등 종교 및 교육 분야에서도 활동[34]

## 사상·신념
VOA 방송 당시 “방송을 직업이라기보다 독립운동이다”라는 각오로 임했으며, 가족이 본국에 있어 발각될 경우 가족의 생명이 위험할 수 있다는 위협 속에서도 사명감을 갖고 활동했다는 회고를 남겼다.

## 평가
한국어로 광복 소식을 전한 최초의 인물 중 한 명으로 평가되며, 해당 방송 원본은 역사적 가치가 인정되어 전미 국립문서기록관리청으로 이관됐다.

## 일화
방송 중 감격과 아쉬움이 교차하여 눈물을 흘리며 해방의 감회를 표현한 일화가 있다. 외국 세력의 간섭을 우려하며 눈물을 흘렸다는 그의 회고는 당시의 심정을 생생하게 전한다.

## 상훈
현재까지 공식적인 훈장 기록은 확인되지 않았다.

## 가족관계
보성 출신 목사의 아들로 태어났으며, 부인 김계화와의 사이에 1남 3녀를 둔 것으로 전해진다.

## 역대 선거 결과
|  | 43.10% |

|  | 35.42% |

|  | 65.0% |

|  | 20.05% |

|  | 43.91% |